# История Ямало-Ненецкого автономного округа
История Ямало-Ненецкого автономного округа охватывает период с начала палеолита до наших дней и продолжается до современного периода. 

## Палеолит
Около 90—60 тысяч лет назад севернее Салехарда было покровное оледенение.
В позднем палеолите в этих местах находился ледниково-подпрудный бассейн. Следы присутствия человека в нижнем течении Оби датируются началом позднего палеолита (40 тыс. лет назад). Для отложений костеносного горизонта древнего ручья на местонахождении Кушеват получено 20 дат возрастом от 40 до 20 тыс. лет назад. При этом возрастом 40 тыс. лет назад датированы костные остатки (рог северного оленя, трубчатая кость мамонта), обработанные человеком. Около 30—12 тысяч лет назад покровное оледенение на севере Западной Сибири отсутствовало.

## Средневековье
Первое документальное упоминание о Ямале появляется в новгородских летописях XI века. В XI–XII веках территория Ямала входила в «волости подданные» Великого Новгорода, а после его падения перешла к московским князьям — об этом упоминается в древнерусских летописях.  
Ко времени Средневековья ямальцы уже охотились на пушных зверей, добывали слоновую кость, ловили и приручали хищных птиц уже не только для своих потребностей, но и ориентируясь на внешний спрос. Местное население с древних времён славилось костерезным умением — среди находок встречаются и полноценные изделия вроде рукояток ножей, и плоская скульптура, и своеобразные гравировки. Обдора упомянута в новгородской берестяной грамоте №365, датируемой 1340-ми — началом 1380-х годов.

## В составе Российского государства
Основой создания российской государственности на территории округа можно считать основание в 1595 году казаками Обдорской крепости. Обдорский острог стал самым северным русским поселением в Сибири в то время.
В XVI—XVII веках Обдорская земля входила в состав Тобольского разряда Русского царства, затем в состав Сибирской губернии, образованной в 1708 году царём Петром I, с 1782 года — в состав Тобольского наместничества, с 1796 по 1920 год — в состав Тобольской губернии.

## Советский период
В 1921—1922 годах территория нынешнего Ямало-Ненецкого округа была охвачена Западно-Сибирским восстанием, включая Обдорск.
Ямало-Ненецкий автономный округ образован (первоначально — как национальный) в составе Уральской области 10 декабря 1930 года.
Позднее входил в состав Обско-Иртышской и Омской областей (на 1939 год), а с 14 августа 1944 года был включён в Тюменскую область. 10 августа 1944 года в составе округа был образован Красноселькупский район.
С 1977 года Ямало-Ненецкий округ имеет статус автономного.

## Ямало-Ненецкая Республика
16 октября 1990 года на сессии Совета народных депутатов ЯНАО 21-го созыва была провозглашена Ямало-Ненецкая Республика (голосов «за» — 82 из 96). 18 октября 1990 Советом принята Декларация о государственном суверенитете Ямало-Ненецкой Республики в составе РСФСР. 28 мая 1991 года на окружном совещании депутатов от малочисленных народов Ямало-Ненецкого автономного округа в Салехарде был принят проект резолюции «О государственном статусе Ямало-Ненецкой республики»:
Мы, участники совещания народных депутатов и членов Ассоциации «Ямал - потомкам!» из числа коренных народностей Ямальского Севера Ямало-Ненецкого автономного округа,

- поддерживая решения окружного Совета народных депутатов о провозглашении Ямало-Ненецкой республики;

- выражая озабоченность медлительностью Верховного Совета РСФСР о признании статуса республики;

- обеспокоенные взаимоотношениями между субъектами Федерации в Тюменской области, -

еще раз призываем на сессии Верховного Совета РСФСР решить вопрос о государственном статусе Ямало-Ненецкой республики вне Тюменской областиhttps://goskatalog.ru/portal/#/collections?id=21997150
Однако это преобразование не получило закрепления в российском законодательстве. 

### Современность
Согласно Федеративному договору (1992) и Конституции РФ (1993), Ямало-Ненецкий автономный округ стал самостоятельным субъектом в составе РФ, территориально оставаясь частью Тюменской области. 10 апреля 1997 был заключён договор о разграничении сфер полномочий Тюменской области с Ханты-Мансийским автономным округом и ЯНАО. С 2000 в составе Уральского федерального округа.